# 병영 양로당
병영 양로당은 대한민국 전라남도 강진군 병영면에 있다. 2004년 11월 1일 강진군의 향토문화유산 제2호로 지정되었다.

## 개요
본래의 건물은 관덕정이며, 1417년 건립한 것으로 추정된다. 당초 병영성 소속 건물로 1896년 현 위치로 이설되었다.  
1910년 고군면사무소로 쓰이고, 1932년부터 양로당 건물로 사용되어 오고 있다.
사이관덕(射以觀德) 즉 활쏘기를 하여 승자가 패자에게 술을 따라 올리는 겸손과  사양을 배우는 의식을 행하는 곳이라 하여 관덕정이라 불렀다.